# Shivaram Rajguru

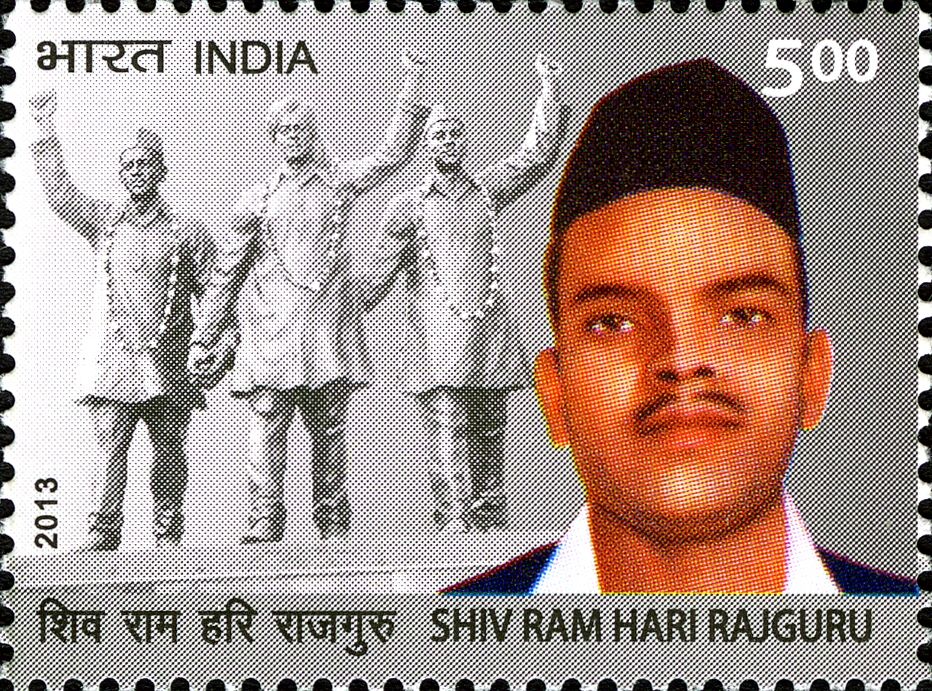
Shivaram Rajguru auf einer indischen Briefmarke aus dem Jahr 2013

Hutatma Shivaram Hari Rajguru (24. August 1908 – 23. März 1931) war ein indischer Revolutionär aus dem Bundesstaat Maharashtra, der vor allem durch seine Beteiligung an der Ermordung eines Polizeibeamten aus Britisch-Indien bekannt wurde. Er kämpfte auch für die Unabhängigkeit Indiens und wurde am 23. März 1931 von der britischen Regierung zusammen mit den Revolutionären Shaheed Bhagat Singh und Shaheed Sukhdev Thapar gehängt. Rajguru wird in Indien als Nationalheld und Märtyrer verehrt.

## Frühe Lebensjahre
Rajguru wurde am 24. August 1908 in Khed geboren. Khed lag am Ufer des Flusses Bheema in der Nähe des heutigen Pune. Sein Vater starb, als er erst sechs Jahre alt war. Die Verantwortung für die Familie fiel danach auf seinen älteren Bruder Dinkar. Er erhielt eine Grundschulausbildung in Khed und studierte später an der New English High School im damaligen Poona.

## Aktivitäten als Revolutionär
Rajguru war Mitglied der Hindustan Socialist Republican Association, einer revolutionären Organisation, die Indien mit allen erforderlichen Mitteln von der britischen Herrschaft befreien wollte.
Rajguru war Mitstreiter von Bhagat Singh und Sukhdev Thapar und nahm 1928 in Lahore an der Ermordung des britischen Polizeibeamten J. P. Saunders teil. Der Mordanschlag sollte die Rache für den Tod von Lala Lajpat Rai sein, der bei einem Protestmarsch gegen die Simon-Kommission  von der Polizei so geschlagen wurde, dass er zwei Wochen später vermutlich an den Folgen starb.
Die drei Männer wurden gefasst und nach den Bestimmungen einer erst im Jahr 1930 speziell für diesen Mordfall eingeführten Verordnung zum Tode verurteilt.

## Hinrichtungen

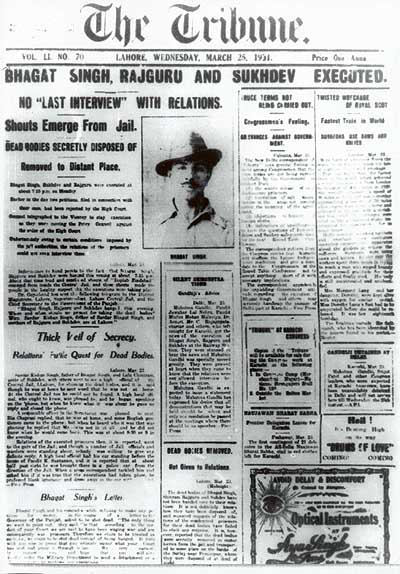
Bericht über die Hinrichtung von Rajguru

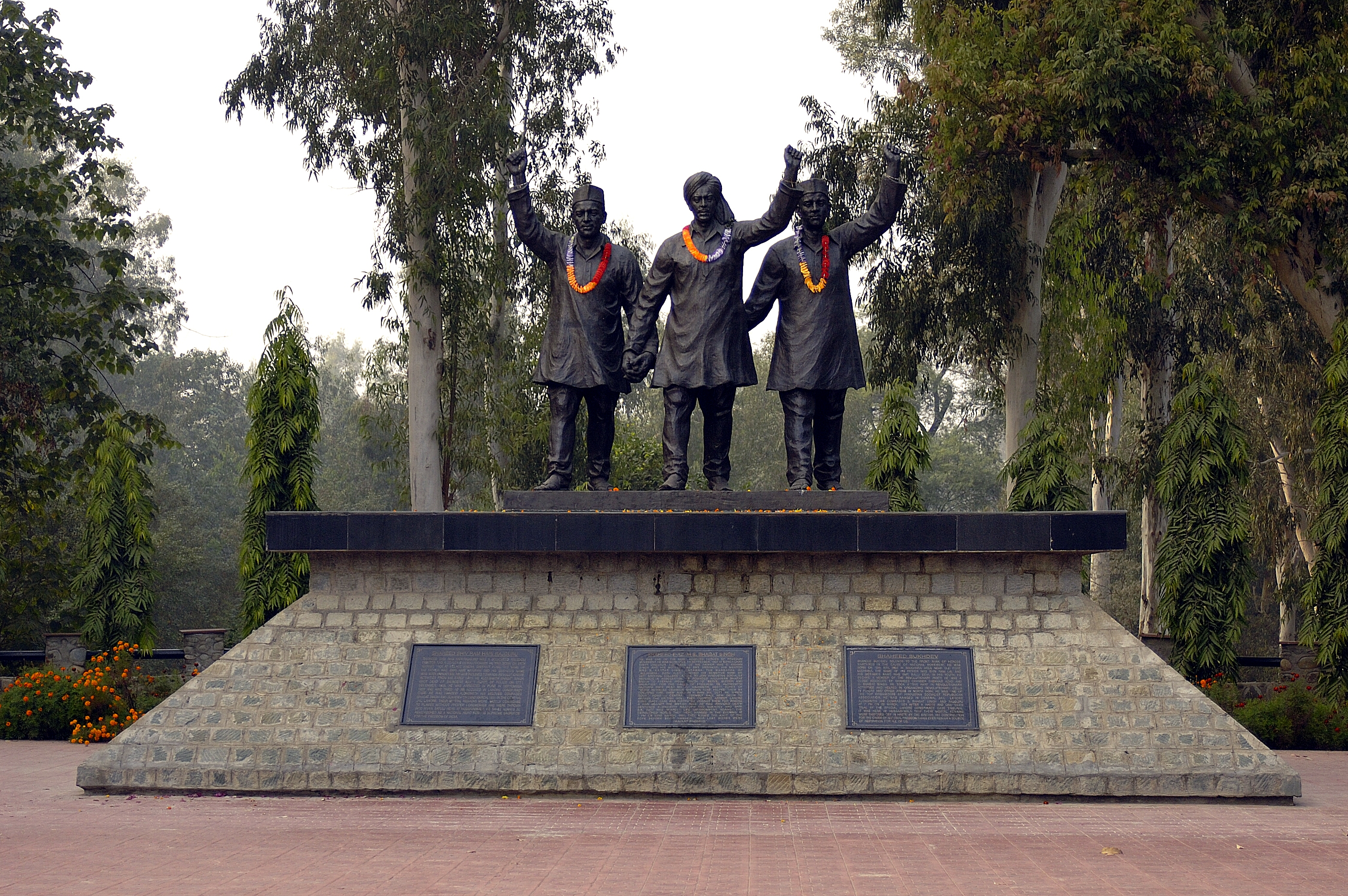
Gedenkstätte für Sukhdev Thapar, Bhagat Singh und Shivaram Rajguru

Ursprünglich für den 24. März geplant, wurden die 3 Haupttäter einschließlich Rajguru bereits am 23. März 1932 gehängt. Sie wurden anschließend am Ufer des Flusses Sutlej im Bezirk Ferozepur im Punjab eingeäschert.
Über die Hinrichtungen wurde in der Presse ausführlich berichtet, zumal sie am Vorabend der Jahresversammlung der Kongresspartei in Karatschi stattfanden.
Die New York Times berichtete seinerzeit (übersetzt:)

„Eine Terrorherrschaft in der Stadt Cawnpore in den Vereinigten Provinzen und ein Angriff auf Mahatma Gandhi durch einen Jugendlichen außerhalb Karatschis gehörten heute zu den Antworten der indischen Extremisten auf die Erhängung von Bhagat Singh und zwei Mittätern.“

## Vermächtnis
Shivaram Rajguru wird wie seine Mitstreiter in Indien als Nationalheld geehrt. Die Nationale Gedenkstätte befindet sich in Hussainiwala, im Ferozepur-Bezirk im indischen Punjab. Nach der Hinrichtung im Gefängnis von Lahore wurden die Leichen von Shivaram Rajguru, Bhagat Singh und Sukhdev Thapar unter Ausschluss der Öffentlichkeit dorthin gebracht und von den Behörden ohne jede Zeremonie eingeäschert. Jedes Jahr am 23. März wird der Märtyrertag (Shaheed Diwas) zum Gedenken an die drei Revolutionäre begangen.
Zu Ehren von Shivaram Rajguru wurde sein Geburtsort Khed in Rajgurunagar umbenannt.